# Johan Dahlin
Johan Helge Dahlin (* 8. September 1986 in Trollhättan) ist ein schwedischer Fußballspieler. Der Torwart, der in seiner bisherigen Karriere in Schweden, Norwegen und der Türkei unter Vertrag stand, debütierte 2009 in der schwedischen Nationalmannschaft.

## Werdegang

### Karrierestart in Schweden und Norwegen
Dahlin spielte in der Jugend für Trollhättans FK und den FC Trollhättan, wo der Torwart als Nachwuchsspieler in den Kader der Männermannschaft aufrückte. 2004 verpflichtete der Fünftligist Åsebro IF ihn als Stammtorhüter.
Bereits ein Jahr später verließ Dahlin wieder die fünfte Liga und wechselte nach Norwegen zum Erstligisten Lyn Oslo. Ursprünglich sollte er zunächst nur in der Nachwuchsmannschaft spielen, saß aber bereits im Sommer auf der Ersatzbank in der Tippeligaen. Bis zu seinem ersten Einsatz in der Liga musste er zwar noch bis zum 9. April 2006 warten, konnte aber in der Folge seinen Landsmann Eddie Gustafsson zeitweilig aus dem Tor verdrängen. Im selben Jahr nominierte ihn Tommy Söderberg erstmals für die schwedische U-21-Auswahl, in der er sich in der Folge als Stammtorhüter etablieren konnte. In der Spielzeit 2007 war er wiederum nur Ersatzmann bei seinem Klub, so dass er für die erste Hälfte der Saison 2008 an den schwedischen Erstligisten Trelleborgs FF ausgeliehen wurde, um Spielpraxis in der Allsvenskan zu sammeln. Dort ersetzt er den etatmäßigen Stammtorhüter Fredrik Persson, der sich eine schwere Knieverletzung zugezogen hat.
Nach 13 Ligaspielen kehrte Dahlin nach Norwegen zurück, wo er zunächst erneut nur Ersatzmann hinter Gustafsson war und diesen nur am letzten Spieltag ersetzte. Dennoch nominierte Nationaltrainer Lars Lagerbäck den Torhüter für eine Länderspieltour der A-Nationalmannschaft nach Nordamerika. Bei der 2:3-Niederlage gegen die US-Nationalmannschaft kam er zu seinem Länderspieldebüt, musste aber drei Tore von Sacha Klještan hinnehmen.
Nach dem Abschied Gustafssons vor der Spielzeit 2009 übernahm er den Stammplatz zwischen den Pfosten und verhalf dem Klub zur Tabellenführung in der Sommerpause. Ende Mai nominierten die Auswahltrainer Söderberg und Jörgen Lennartsson ihn für die U-21-Europameisterschaftsendrunde im Sommer im eigenen Land, wo er neben Marcus Berg, Mikael Lustig, Martin Olsson und Ola Toivonen einer von fünf im Ausland tätigen Spielern der schwedischen Mannschaft war. Mit der Mannschaft erreichte er das Halbfinale des Turniers, scheiterte dort jedoch gegen die englische Juniorenauswahl im Elfmeterschießen.

### Rückkehr nach Schweden und zwei Meistertitel mit Malmö FF
Nach Ende des Turniers kehrte Dahlin nach Schweden zurück und ging zu Malmö FF. Dort ersetzte er Jonas Sandqvist, der den Klub Anfang Juli verlassen hatte. Bei seinem neuen Klub etablierte er sich als Stammspieler und gewann mit der Mannschaft um Guillermo Molins, Ulrich Vinzents und Ivo Pekalski in der Spielzeit 2010 den Meistertitel in Schweden. In der von Verletzungen überschatteten folgenden Spielzeit vertrat ihn regelmäßig der nominelle Ersatztorhüter Dušan Melichárek, der für ihn auch in den Qualifikationsrunden zur UEFA Champions League 2011/12 das Tor hütete. Nach dem Verpassen der Gruppenphase stand er in der UEFA Europa League 2011/12 regelmäßig zwischen den Pfosten, dennoch schied der Klub frühzeitig aus. Mit seinen Leistungen bis Saisonende hatte er sich in die Landesauswahl zurückgespielt und wurde im Dezember von Nationaltrainer Erik Hamrén neben etlichen Neulingen – darunter seine Malmöer Mannschaftskameraden Pekalski und Pontus Jansson – für eine Januartour nach Katar berufen.
In den folgenden Jahren blieb Dahlin zunächst unumstrittene Stammkraft seines Klubs und gehörte auch Anfang 2013 erneut zum Kader der schwedischen Nationalmannschaft. Im April 2013 verletzte er sich bei einem Auswärtsspiel bei Åtvidabergs FF und wurde in der Folge von Robin Olsen vertreten. Nach seiner Genesung musste er zeitweise auf der Bank Platz nehmen, eroberte sich aber am 13. Spieltag wieder endgültig den Platz zwischen den Pfosten und trug in 22 Saisonspielen an der Seite von Magnus Eriksson, Jiloan Hamad, Emil Forsberg und Simon Thern zum erneuten Meisterschaftsgewinn bei.

### Erneuter Wechsel ins Ausland und Meistertitel in Dänemark
Am 23. Dezember verkündete Dahlin seinen Abschied von Malmö FF und wechselte zum Jahreswechsel zum türkischen Klub Gençlerbirliği Ankara, wo er einen bis Sommer 2017 gültigen Vertrag unterzeichnete. Eine erneute Berufung in die Nationalelf für die Januartournee 2014 sagte er daraufhin ab. Nach nur einem Jahr kehrte er im Januar 2015 wieder nach Nordeuropa zurück und schloss sich dem dänischen Klub FC Midtjylland an, bei dem er sich mit Jakob Haugaard um den Stammplatz zwischen den Pfosten duellieren sollte. Bis zum Saisonende trug er in zehn Ligapartien in der Superliga zum Meisterschaftsgewinn bei. Nach dem Abgang des Konkurrenten zu Stoke City stand er zu Beginn der folgenden Spielzeit zwischen den Pfosten, ehe er nach einer Verletzung durch den neu verpflichteten Mikkel Andersen verdrängt wurde.
Im Sommer 2017 kehrte Dahlin nach Malmö zurück. Er unterschrieb einen Vertrag mit einer Laufzeit bis 2020.

## Erfolge
Malmö FF
- Schwedischer Meister: 2010, 2013, 2017, 2020, 2021
- Schwedischer Pokalsieger: 2022, 2024

FC Midtjylland
- Dänischer Meister: 2015